# Treizième problème de Hilbert
Le treizième problème de Hilbert est l'un des vingt-trois problèmes de Hilbert, posés par David Hilbert en 1900. Il s'agissait d'un problème de nomographie : montrer l'impossibilité, pour l'équation générale du septième degré
d'exprimer la solution (vue comme fonction des trois paramètres a, b et c) comme composée d'un nombre fini de fonctions continues de seulement deux variables.
Vladimir Arnold a réfuté cette conjecture en 1957 (à 19 ans) d'après les travaux de son maître Andreï Kolmogorov, en démontrant plus généralement que toutes les fonctions continues peuvent s'exprimer par composition à partir d'un nombre fini de fonctions continues de deux variables. Plus précisément, il existe n(2n + 1) fonctions continues universelles Φij (de [0, 1] dans [0, 1]) telles que pour toute fonction continue f :[0, 1]n → [0, 1], il existe 2n + 1 fonctions continues gj :[0, 1] → [0, 1] telles que
{\displaystyle f(x_{1},\dots ,x_{n})=\sum _{j=1}^{2n+1}g_{j}\left(\sum _{i=1}^{n}\Phi _{ij}(x_{i})\right).}
Kolmogorov avait montré, un an auparavant, que des fonctions de 3 variables suffisaient et Arnold a donc amélioré ce 3 en un 2. Arnold a aussi étudié la question analogue pour des fonctions algébriques, en collaboration avec Gorō Shimura.